# Constant Prosper Hoste
Constant Prosper Hoste, né à Ledeberg le 16 mars 1873 et mort à Gand, le 24 juin 1917, est un peintre, dessinateur et concepteur d'affiches belge.
Son champ pictural, de facture académique, couvre les portraits, figures, scènes d'intérieur, paysages, marines, natures mortes et les fleurs. Un de ses portraits est conservé au Musée des Beaux-Arts de Gand.

## Biographie

### Famille
Constant Prosper Hoste, né à Ledeberg le 16 mars 1873, est le fils du peintre décorateur Raynald Valentin Hoste (1849-1920) et de Coralie Jeanne Van Hoecke (1849-1893). Il épouse à Ledeberg le 31 août 1898 Hortense Marie Van Laeken (1872-1953). Le couple a une fille : Marguerite Hoste (1900),.

### Formation
Constant Prosper Hoste se forme auprès du peintre Louis Tytgadt, dont il est l'élève en 1890.

### Carrière
En octobre 1897, il envoie Portrait d'une mère flamande et Petits lampions à l'exposition de la Fédération des artistes flamands. Au Salon de Bruxelles de 1914, il expose Petite ruelle.
Constant Prosper Hoste meurt Le 24 juin 1917, à l'âge de 44 ans à Gand.

## Œuvre

### Caractéristiques
Son champ pictural, de facture académique, couvre les portraits, figures, scènes d'intérieur, paysages, marines, natures mortes et les fleurs. On connaît également de lui plusieurs affiches.
En 1912, lorsque Constant Prosper Hoste expose au Cercle artistique et littéraire de Gand, la critique du quotidien Het Laatste Nieuws est favorable : malgré la grande diversité des domaines qu'il représente et qui requièrent des aptitudes et des talents différents, ce peintre exceptionnel s'y illustre de manière notable. Il crée des œuvres d'une véritable valeur artistique dans chacun d'eux. Ses portraits, comme celui de sa fille, sont de véritables chefs-d'œuvre, débordant de vie et d'émotion. Parmi les nombreuses œuvres exposées, figurent notamment : La Ramasseuse de chiffons, La Fin d'une journée d'été, La Ferme au bord de l'Escaut, La Vieille écluse à Termonde, Paysage d'hiver et Petits ballons lumineux (pastel), entre autres.
Signe : C.PR. HOSTe

### Collection muséale
- Musée des Beaux-Arts de Gand : Portrait d'Elvire l'Hermignaux (1903), huile sur toile, format 64,5 × 50 cm, inventaire no 1984-H, legs de Simonna Proost, 1984[6].